# Eurobeat
Eurobeat is een muziekstijl die al sinds de vroege jaren 90 populair is in Japan.
De muziekstijl ontstond als een rustige combinatie van jaren 80 Italo-disco, Italo-dance en popmuziek van de jaren 80.
Het eigenaardige van deze muziek is, dat het wordt gemaakt en geproduceerd in Italië.
Vervolgens gaat alles per vliegtuig of via internet naar Japan, alwaar het wordt uitgebracht.
De bekendste uitgever van eurobeat-muziek is Avex Trax. Deze uitgever beheert onder andere de Super Eurobeat serie van verzamelalbums, waarbij er zo tussen de 10 en 12 per jaar worden uitgebracht. Van de Super Eurobeat serie zijn 250 albums uitgebracht tot het label stopte met de serie in 2018. 

## Populaire cd-series
- Super Eurobeat
- Eurobeat Flash
- Euromach
- Maharaja Night
- That's Eurobeat
- Eurobeat Disney
- Love Para²
- Super Euro Christmas
- Aerobeat Eurobeat
- Super Eurobeat presents ... (verschillende sub-series en artiestenalbums)
- The Early Days Of Super Eurobeat
- Tokio Hot Nights
- Gazen ParaPara
- VIP Mega Euro Star
- Para Para Paradise
- ParaPara Cool
- ParaPara MAX

## Wetenswaardigheden
- Dave Rodgers wordt door sommigen De Godfather van de Eurobeat genoemd.
- Een van Avex' Band die Eurobeat gebruikt is AAA (Attack All Around) maar dat is niet hun enige muziekgenre.
- Eurobeat genoot van flink meer populariteit door het gebruik ervan in de populaire animeserie Initial D.